# Rowboat Film- und Fernsehproduktion
Die Rowboat Film- und Fernsehproduktion mit Sitz in Köln ist ein Filmunternehmen, das als Filmproduktion tätig ist.

## Geschichte
Das Unternehmen wurde im Januar 2010 von dem Produzenten Sam Davis und dem internationalen Vertriebsunternehmen Beta Film gegründet. Davis übernahm die Geschäftsführung. Das Hauptaugenmerk liegt auf der Entwicklung und Produktion fiktionaler Fernsehfilme und -serien aller Genres für öffentlich-rechtliche und private Sender in Deutschland, Europa und Nordamerika sowie ausgewählte Kinoprojekte.
Der erste Film des Unternehmens Das Wunder von Kärnten (engl. Titel: A Day for a Miracle) feierte 2011 auf dem Filmfest Hamburg Premiere. Er wurde 2012 in der Kategorie „Bester Fernsehfilm“ mit einer Romy ausgezeichnet und gewann 2013 den Emmy in der Kategorie TV-Movie/Mini-Series. Seither produzierte die Rowboat Film- und Fernsehproduktion neben der Fernsehreihe Die Toten vom Bodensee und der TV-Serie Professor T. auch diverse Einzelstücke und Serien.

## Filme
- 2011: Das Wunder von Kärnten (Regie: Andreas Prochaska)
- 2012: Ein Sommer im Elsass (Regie: Michael Keusch)
- 2013: Am Ende der Lüge (Regie: Marcus O. Rosenmüller)
- 2013: Ein Sommer in Portugal (Regie: Michael Keusch)
- 2014: Unterwegs mit Elsa (Regie: Bettina Woernle)
- 2014: Lebe lieber italienisch! (Regie: Olaf Kreinsen)
- ab 2014: Die Toten vom Bodensee (Fernsehreihe)
  - 2014: Die Toten vom Bodensee (Regie: Andreas Linke)
  - 2015: Familiengeheimnis (Regie: Andreas Linke)
  - 2016: Stille Wasser (Regie: Andreas Linke)
  - 2017: Die Braut (Regie: Hannu Salonen)
  - 2017: Abgrundtief (Regie: Hannu Salonen)
  - 2018: Der Wiederkehrer (Regie: Hannu Salonen)
  - 2018: Die vierte Frau (Regie: Hannu Salonen)
  - 2019: Der Stumpengang (Regie: Michael Schneider)
  - 2019: Die Meerjungfrau (Regie: Michael Schneider)
  - 2020: Fluch aus der Tiefe (Regie: Michael Schneider)
  - 2020: Der Blutritt (Regie: Michael Schneider)
  - 2020: Der Wegspuk (Regie: Michael Schneider)
  - 2021: Der Seelenkreis (Regie: Michael Schneider)
  - 2022: Das zweite Gesicht (Regie: Christian Theede)
  - 2022: Unter Wölfen (Regie: Christian Theede)
  - 2023: Nemesis (Regie: Michael Schneider)
  - 2023: Der Nachtalb (Regie: Michael Schneider)
  - 2024: Atemlos (Regie: Michael Schneider)
  - 2024: Die Messias (Regie: Michael Schneider)
  - 2024: Nachtschatten (Regie: Michael Schneider)
  - 2025: Die Medusa (Regie: Patricia Frey)
  - 2025: Das Geisterschiff (Regie: Patricia Frey)
- 2014: Die kalte Wahrheit (Regie: Franziska Meletzky)
- 2015: Vertraue mir (Regie: Franziska Meletzky)
- 2016: Weil ich dich liebe (Regie: Christina Schiewe)
- 2017–2020: Professor T. (Fernsehserie, Regie: Thomas Jahn)
- 2017: Hochzeit in Rom (Regie: Olaf Kreinsen)
- 2019: Aus Haut und Knochen (Regie: Christina Schiewe)
- 2021: Bring mich nach Hause (Regie: Christiane Balthasar)
- 2021: Mord in der Familie – der Zauberwürfel (Regie: Michael Schneider)
- 2022: Schneller als die Angst (Regie: Florian Baxmeyer)
- 2022: Jeanny – Das fünfte Mädchen (Regie: Andreas Kopriva)
- 2024: Allein zwischen den Fronten (Regie: Nicolai Rohde)

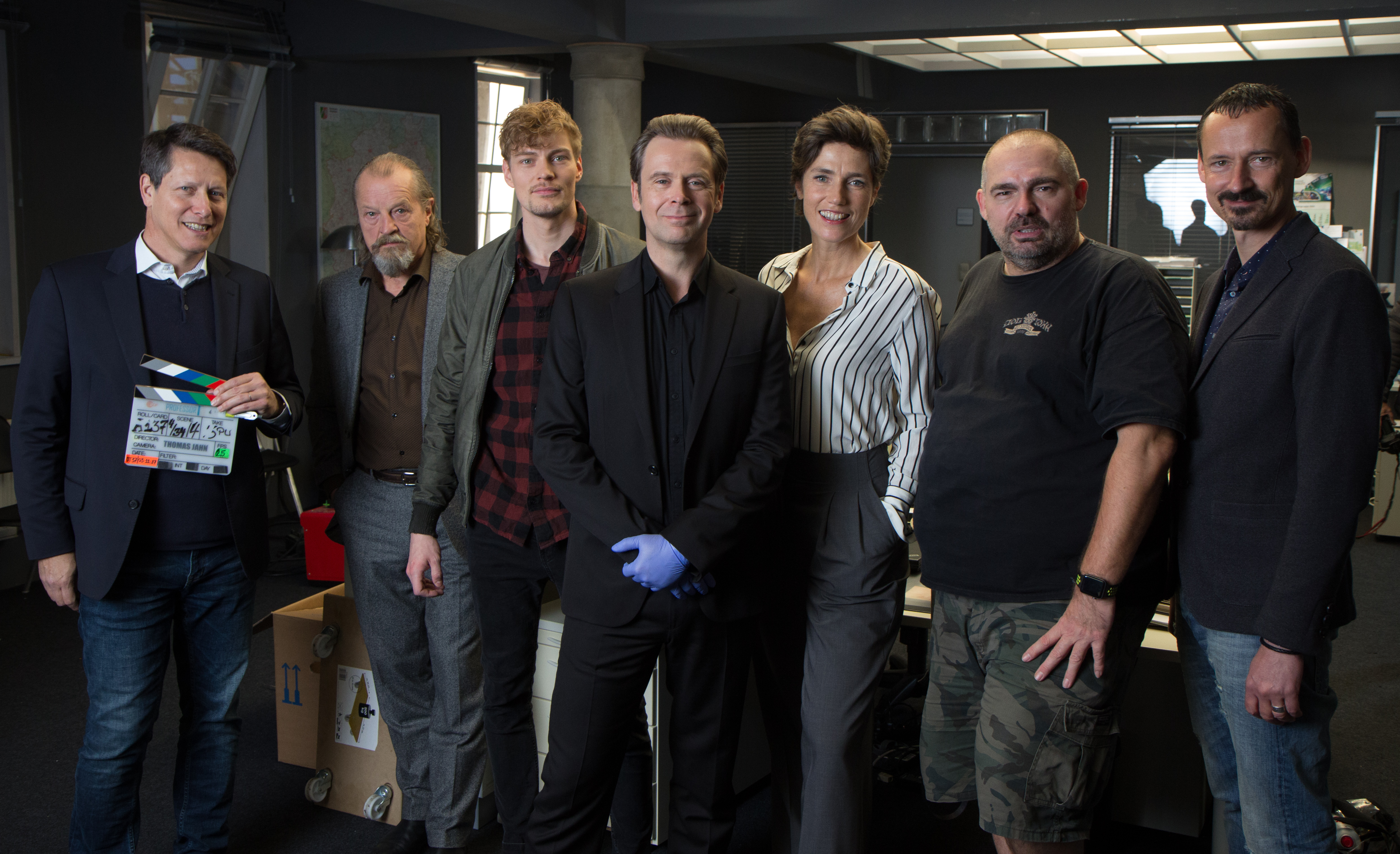
Set von Professor T., 2017